# Xi (Linfen)
Xi (en chino:隰县, pinyin:Xi xiàn) es un condado bajo la administración directa de la ciudad-prefectura de Linfen. Se ubica al suroeste de la provincia de Shanxi, este de la República Popular China. Su área es de 1412 km² y su población total para 2010 fue +100 mil habitantes.

## Administración
El condado de Xi se divide en 8 pueblos que se administran en 3 poblados y 5 villas.